# 제3회 제주영화제
제3회 제주영화제는 2004년 8월 20일에 열린 시상식이다.

## 수상 및 후보

### 최우수 작품상
- 랑데부 - 박은영 수상

### 우수 작품상
- 자유를 그리다 - 박원철 수상

### 심사위원특별상
- 폴라로이드 작동법 - 김종관 수상